# Harald Schliemann (Jurist)
Harald Schliemann (* 21. Mai 1944 in Neustadt in Holstein) ist ein deutscher Jurist und Politiker (CDU).

## Werdegang
Nach dem Studium der Rechtswissenschaften in Hamburg legte er 1973 das zweite Staatsexamen ab und war zunächst als Rechtsanwalt tätig, ab 1975 als Richter. Über das niedersächsische Landesarbeitsgericht (Vorsitzender Richter ab 1983) kam er 1987 zum Bundesarbeitsgericht in Kassel und ab 1999 in Erfurt. Dort war er seit 1998 Vorsitzender Richter des überwiegend für das Tarifrecht zuständigen 4. Senats. 
Am 8. Juli 2004 wurde er Justizminister des Freistaats Thüringen als Nachfolger von Karl Heinz Gasser, der nach den Landtagswahlen das Innenressort übernahm. Im Rahmen einer Kabinettsumbildung, die am 23. April 2008 angekündigt wurde, schied Schliemann aufgrund einer Herzerkrankung am 8. Mai 2008 aus dem Kabinett aus; Nachfolgerin wurde Marion Walsmann.
Bis zum 6. November 2015 hatte er den Vorsitz der DMSG, einer in Hannover ansässigen Vereinigung für MS-Erkrankte. Seit 1. Juni 2011 ist er Vorsitzender des Stiftungsrats der Deutschen Stiftung Patientenschutz, einer bundesweit tätigen Patientenschutzorganisation für schwerstkranke, schwerstpflegebedürftige und sterbende Menschen mit Sitz in Dortmund.